# Ninoslav Milenković
Ninoslav Milenković est un footballeur international bosnien né le 31 décembre 1977 à Subotica (Yougoslavie auj. Serbie). Il joue au poste d'arrière gauche.

## Sélections
- 15 sélections et 0 but avec la  Bosnie-Herzégovine entre 2004 et 2006.